# Oedaleus decorus
Espèce
Synonymes
- Acrydium decorus Germar, 1825

Oedaleus decorus, l'Œdipode soufrée, est une espèce d'insectes orthoptères de la famille des Acrididae.

## Distribution
Cette espèce se rencontre en Afrique du Nord, en Asie et en Europe du Sud.

## Description
Le corps et les élytres sont verts ou bruns. Le mâle mesure de 18 à 30 mm et la femelle de 25 à 43 mm. La tête est arrondie, volumineuse. Quatre taches blanches dessinent une croix sur le pronotum.

## Systématique et taxinomie
Cette espèce a été décrite sous le protonyme Acrydium decorus par Ernst Friedrich Germar en 1825.
Oedaleus decorus asiaticus est désormais considérée comme une espèce de plein rang, Oedaleus asiaticus.

## Galerie

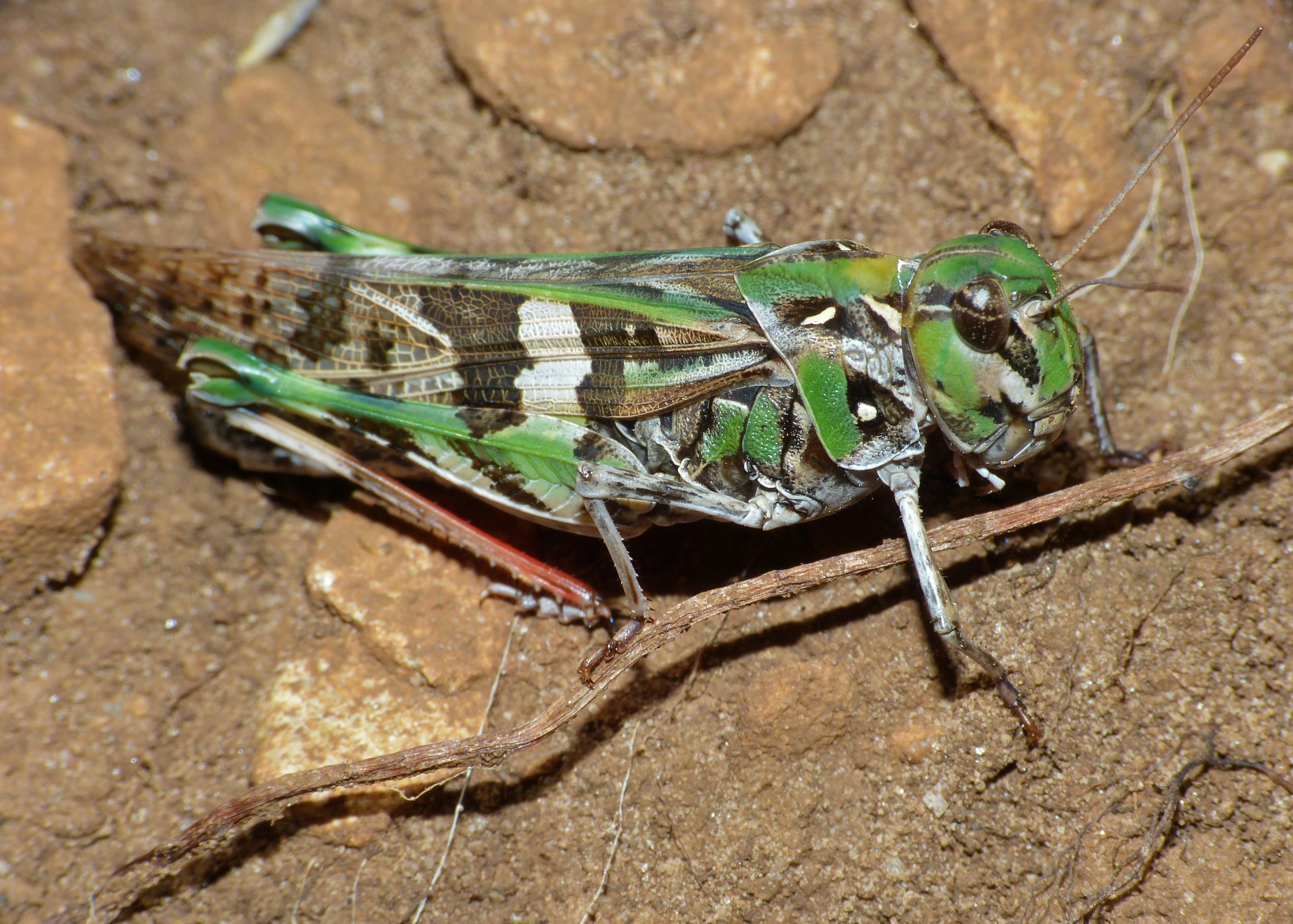
Oedaleus decorus ♀ (Lozère, France).
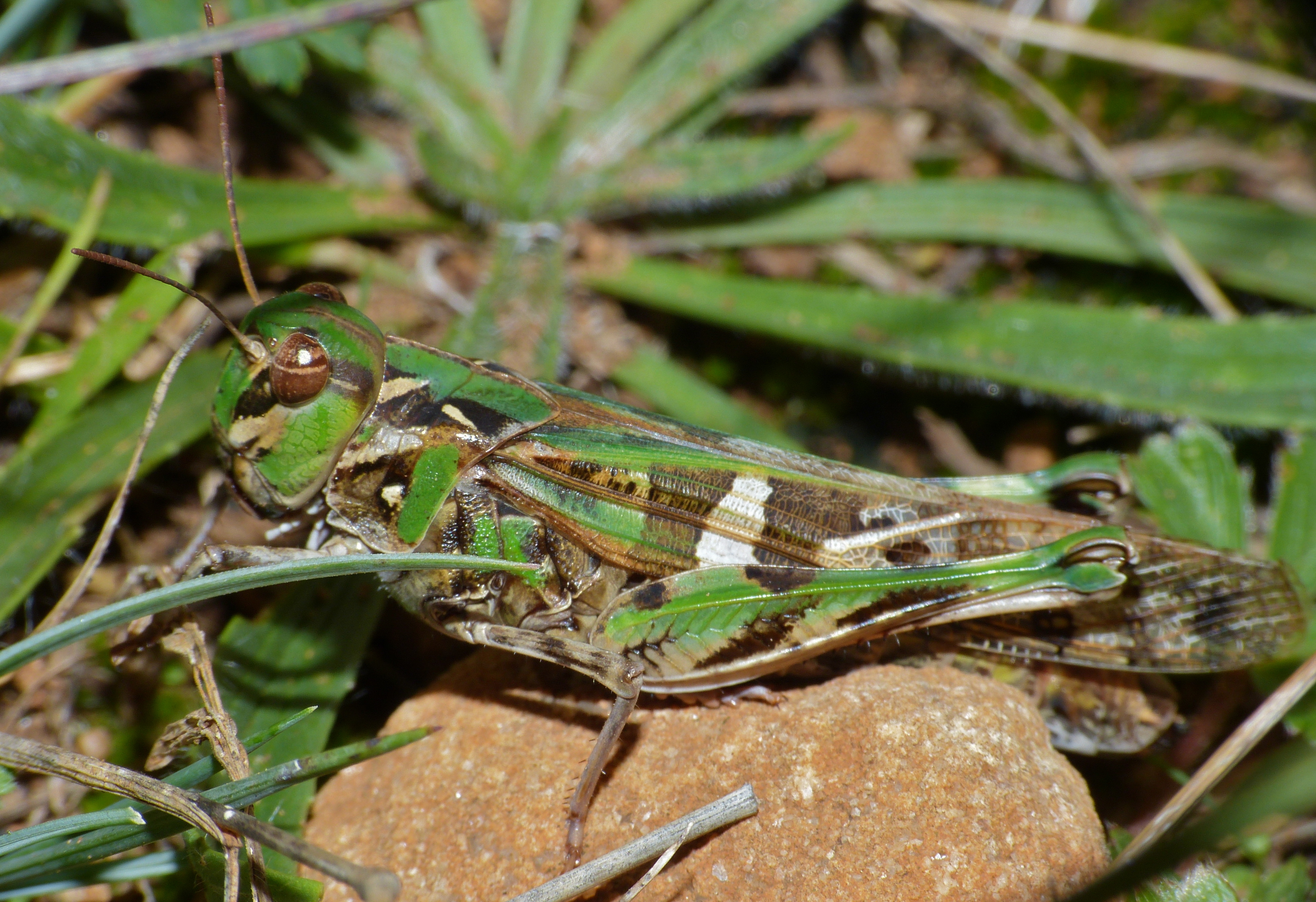
Oedaleus decorus ♀ (Lozère, France).
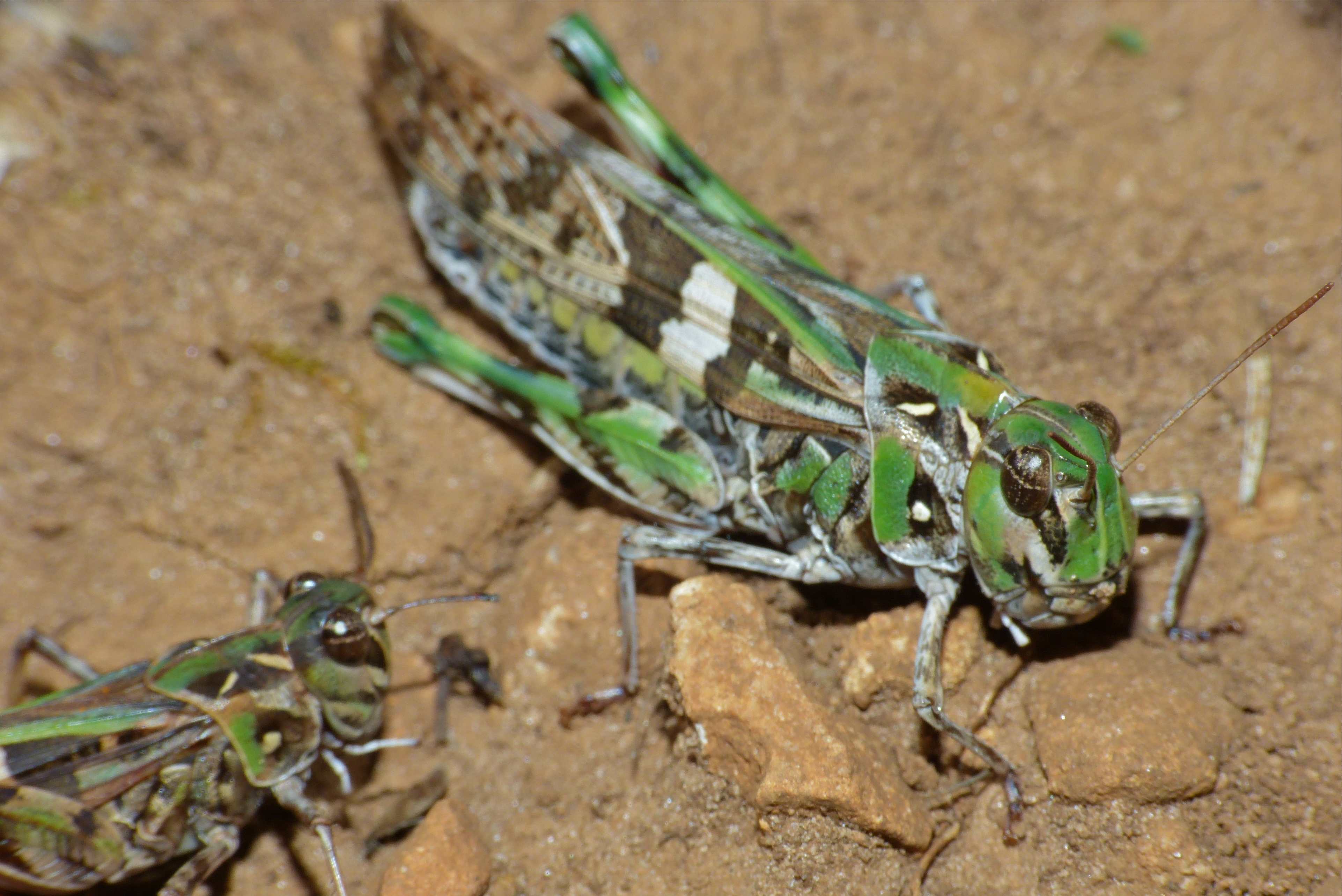
Couple
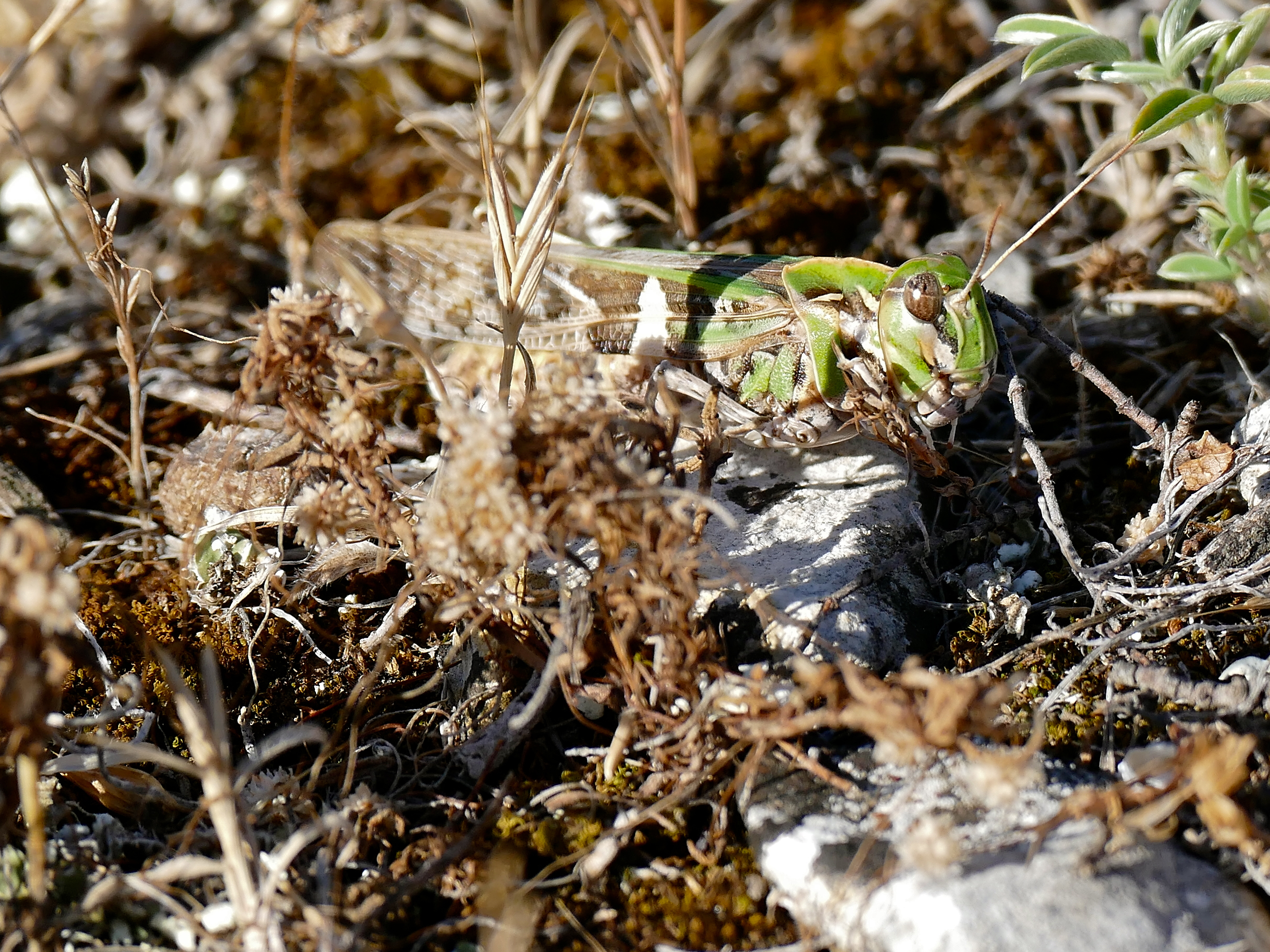
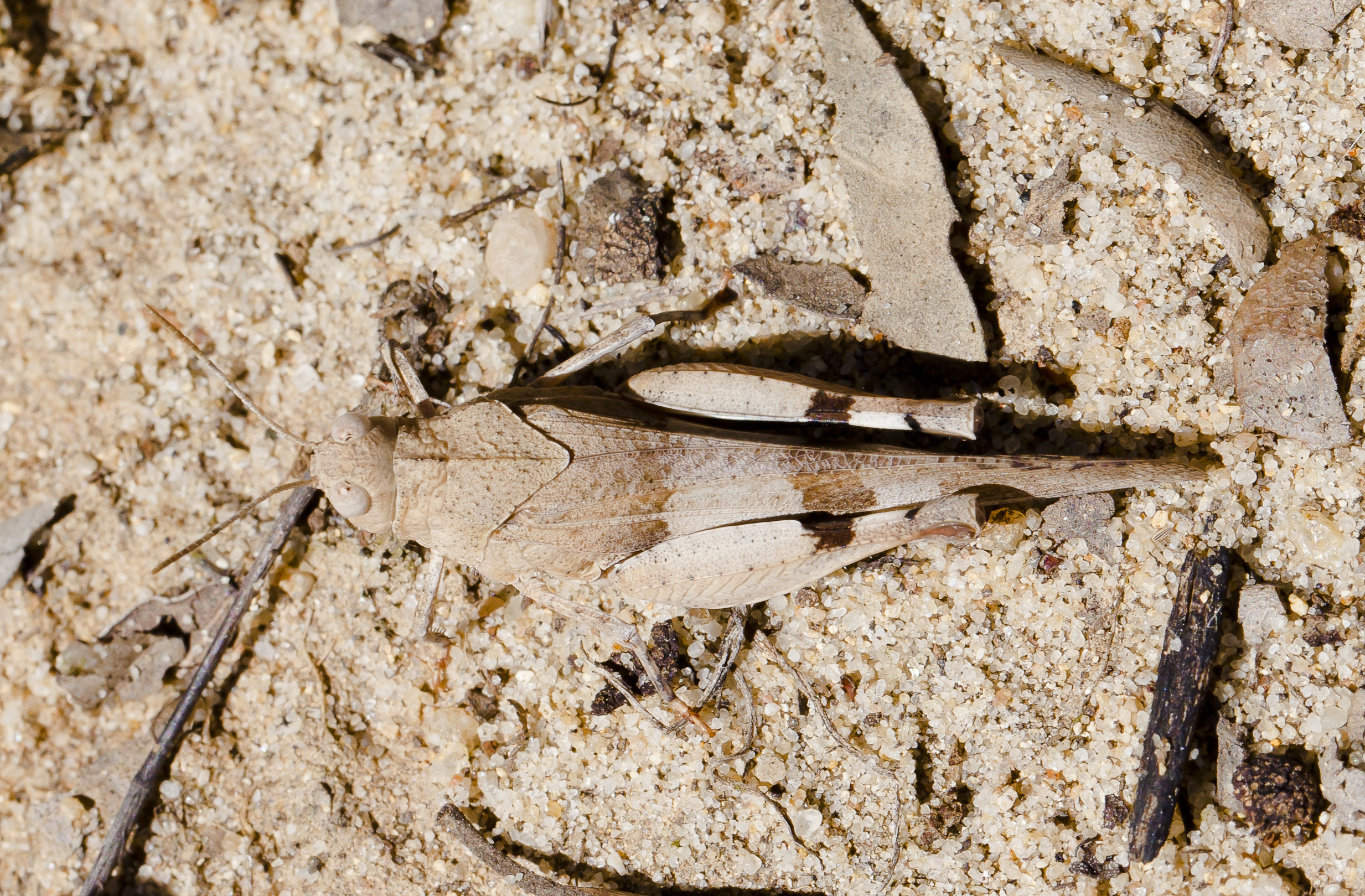

## Publication originale
- Germar, 1825 : Fauna Insectorum Europae. vol. 15.